# Copa FFTL
A Copa FFTL é um dos principais torneios de futebol timorenses. Foi criada em 2020 e é organizada pela Federação de Futebol de Timor-Leste (FFTL).
É disputada por clubes da primeira, segunda e terceira divisão da Liga Futebol Timor-Leste, o campeonato nacional. O torneio utiliza um sistema misto de disputa, com fase de grupos e eliminatórias a uma mão.

## História
A primeira edição da competição foi anunciada no segundo semestre de 2020 pela federação timorense. Ela foi idealizada devido ao cancelamento da edição de 2020 da liga nacional, por conta da pandemia de COVID-19, sendo um torneio de curta duração e poucas partidas por equipe, para preenchimento do calendário desportivo. Este primeiro campeonato foi disputado apenas pelos clubes da primeira e segunda divisão timorenses, sendo vencido pela equipa do FC Lalenok United. No entanto, o torneio não se repetiu no ano seguinte.
Apenas em 2024 que uma nova edição da Copa FFTL foi confirmada, com o propósito de preencher o calendário do primeiro semestre e preparar os jogadores para as disputas da seleção nacional no segundo semestre do ano. Este segundo torneio foi aberto para clubes da primeira, segunda e terceira divisão nacionais.

## Resultados
| Edição | Ano  | Campeão               | Vice-campeão | Terceiro colocado | Quarto colocado |
| ------ | ---- | --------------------- | ------------ | ----------------- | --------------- |
| 1ª     | 2020 | FC Lalenok United (1) | SL Benfica   | Boavista F.C.     | Assalam F.C.    |
| 2ª     | 2024 | São José FC (1)       | B2B FC       | Relay Laleia FC   | DIT FC          |
| 3ª     | 2028 |                       |              |                   |                 |